# ليجني سور كانتشي
ليجني سور كانتشي (بالفرنسية: Ligny-sur-Canche)‏ هي بلدية تقع في إقليم باد كاليه من منطقة نور با دو كاليه في شمال فرنسا. تبلغ مساحة هذه المدينة 7.17 (كم²)، وترتفع عن سطح البحر 100 م، يبلغ عدد سكانها 203 نسمة حسب إحصاء المعهد الوطني للإحصاء والدراسات الاقتصادية سنة 2009 م. وترأس Jean-Marie Delmotte البلدية خلال فترة (2008-2014).